# Матющенко Петро Опанасович
Петро Опанасович Матющенко (нар. 1918, с. Баничі (колишній Глухівський район, з 2020 року Шосткинський район Сумської області) — пом. 1945, Угорщина) — старший сержант Робітничо-Селянської Червоної Армії, учасник німецько-радянської війни, Герой Радянського Союзу (1946).

## Біографія
Петро Матющенко народився в 1918 році у селі Баничі на Глухівщині (нині — в складі Глухівської міської громади Шосткинського району) наймолодшим у багатодітній сім'ї (7 синів та 1 донька). У 1930 році закінчив Баницьку початкову школу. Потім працював пастухом у колгоспі. Пізніше, як здібний до наук, був направлений до бухгалтерські курси до Глухова. Здобувши спеціальність був направлений до села Волокитине (колишній Путивльський район, з 2020 року — Конотопського району Сумської області). У 1939 році 21-річний Петро Матющенко Шалигинським районним військкоматом Сумської області був призваний на службу до лав робітничо-селянської Червоної армії. З червня 1941 року — на фронтах німецько-радянської війни.
До листопада 1944 року гвардії старший сержант Петро Матющенко командував гарматою 65-го гвардійського артилерійського полку 36-ї гвардійської стрілецької дивізії 7-ї гвардійської армії 2-го Українського фронту. Відзначився під час звільнення Угорщини. 24 листопада 1944 року під час бою за визволення міста Хатван він особисто підбив два танки та один бронетранспортер противника. 5 грудня 1944 року в бою на шосе, що вело до міста Асода, Матющенко знищив ще два танки противника. У боях за угорську столицю на початку січня 1945 року гвардії старший сержант особисто знищив 9 ворожих солдат, а 13 солдат та двох офіцерів узяв у полон. 26 січня 1945 року він загинув у бою на вулицях Будапешта. Похований в угорському місті Дунафельдварі.
Указом Президії Верховної Ради СРСР від 15 травня 1946 року за «зразкове виконання бойових завдань командування на фронті боротьби з німецькими загарбниками і проявлені при цьому мужність і героїзм» гвардії старший сержант Петро Матющенко посмертно був удостоєний високого звання Героя Радянського Союзу.

## Нагорода
- Орден Леніна Указ Президії Верховної Ради СРСР від 15.05.1946 року (посмертно)[3]
- Медаль «Золота Зірка» Указ Президії Верховної Ради СРСР від 15.05.1946 року (посмертно)[4]
- Орден Червоної Зірки наказ командувача артилерією 57 армії № 25 / н від 09.09.1943[5]
- Орден Слави III ступеня наказ 36 гв. сд № 10 / н від 09.03.1944[6]
- Медаль «За відвагу» наказ 65 гв. ап № 4 / н від 25.01.1943[7]
- Медаль «За відвагу» наказ 65 гв. ап № 5 / н від 03.02.1943[8]
- Медаль «За бойові заслуги» наказ ЗС 64 армії № 26 / н від 28.09.1942
- Медаль «За оборону Сталінграда»

## Примітка
1. 1 2  Голуб Юрій. До 100-річчя Героя минулої війни // Глухівщина. — 2018. — № 48. — 30 листопада. — С. 5.
2. 1 2 3  Матющенко Петро Опанасович (рос.). // Сайт «Герои страны».
3. ↑  Матющенко Петр Афанасьевич. ОБД «Подвиг Народа в Великой Отечественной войне 1941—1945 гг.». Архів оригіналу за 1 травня 2021. Процитовано 1 травня 2021. орден Леніна
4. ↑  Матющенко Петр Афанасьевич. ОБД «Подвиг Народа в Великой Отечественной войне 1941—1945 гг.». Архів оригіналу за 1 травня 2021. Процитовано 1 травня 2021. медаль «Золота зірка»
5. ↑  Матющенко Петр Афанасьевич. ОБД «Подвиг Народа в Великой Отечественной войне 1941—1945 гг.». Архів оригіналу за 1 травня 2021. Процитовано 1 травня 2021. орден Червоної Зірки
6. ↑  Матющенко Петр Афанасьевич. ОБД «Подвиг Народа в Великой Отечественной войне 1941—1945 гг.». Архів оригіналу за 1 травня 2021. Процитовано 1 травня 2021. орден Слави III ступеня
7. ↑  Матющенко Петр Афанасьевич. ОБД «Подвиг Народа в Великой Отечественной войне 1941—1945 гг.». Архів оригіналу за 1 травня 2021. Процитовано 1 травня 2021. медаль «За отвагу»
8. ↑  Матющенко Петр Афанасьевич. ОБД «Подвиг Народа в Великой Отечественной войне 1941—1945 гг.». Архів оригіналу за 1 травня 2021. Процитовано 1 травня 2021. медаль «За відвагу»